# اوندریوف (ناحیه پراگ-شرق)
اوندریوف (به چکی: Ondřejov) یک منطقهٔ مسکونی در جمهوری چک است که در ناحیه پراگ-شرق واقع شده‌است. اوندریوف ۱۸٫۱۶ کیلومتر مربع مساحت و ۱٬۵۹۲ نفر جمعیت دارد و ۴۶۷ متر بالاتر از سطح دریا واقع شده‌است.